# Gérard-Joseph Deschamps
Gérard-Joseph Deschamps SMM (ur. 4 lipca 1929 w Eastview, zm. 26 lutego 2022) – kanadyjski duchowny rzymskokatolicki, montfortanin, misjonarz, biskup Daru/Daru-Kiunga i Bereiny, przewodniczący Konferencji Episkopatu Papui-Nowej Gwinei i Wysp Salomona.

## Biografia
Gérard-Joseph Deschamps urodził się 4 lipca 1929 w Eastview w Kanadzie. 13 marca 1954 otrzymał święcenia prezbiteriatu i został kapłanem Zgromadzenia Misjonarzy Towarzystwa Maryi.
17 października 1961 papież Jan XXIII mianował go prefektem apostolskim Daru. 15 listopada 1966 jego prefektura apostolska została podniesiona do rangi diecezji. Tym samym o. Deschamps został mianowany biskupem Daru. 21 stycznia 1967 przyjął sakrę biskupią z rąk delegata apostolskiego w Kanadzie abpa Sergio Pignedoliego. Współkonsekratorami byli biskup Saint-Jean-de-Québec Gérard-Marie Coderre oraz biskup pomocniczy Ottawy René Audet.
Jako ojciec soborowy wziął udział w II i IV sesji soboru watykańskiego II. 4 września 1987 zmieniono nazwę diecezji i tytuł bp Deschamps na biskup Daru–Kiunga. W latach 1987–1990 był przewodniczącym Konferencji Episkopatu Papui-Nowej Gwinei i Wysp Salomona.
2 stycznia 1999 papież Jan Paweł II mianował go biskupem Bereiny. 12 lutego 2002 zrezygnował z katedry i przeszedł na emeryturę.